# Diplocystidiaceae
Diplocystidiaceae Kreisel – rodzina podstawczaków należąca do rzędu borowikowców (Boletales), której typem nomenklatorycznym jest Diplocystis.

## Charakterystyka
Grzyby należące do rodziny Diplocystidiaceae to prawdopodobnie saprotrofy. Rozwijają się w drewnie, tworząc skleroty (stromy), z których wyrastają gasteroidalne owocniki. Zarodniki kuliste lub elipsoidalne, o gładkiej powierzchni, brązowe, początkowo gładkie, potem dziurkowane lub jeżowate.

## Systematyka
Pozycja w klasyfikacji według Index Fungorum: Diplocystidiaceae, Boletales, Agaricomycetidae, Agaricomycetes, Agaricomycotina, Basidiomycota, Fungi.
Rodzinę tę (pod nazwą Diplocystaceae) utworzył Hanns Kreisel w artykule Die Gattung Diplocystis und ihre Stellung im System der Basidiomycetes, opublikowanym w „Feddes Repertorium” z 1974.
Według aktualizowanej klasyfikacji Index Fungorum bazującej na Dictionary of the Fungi do rodziny tej należą rodzaje:
- Astraeus Morgan 1889 – promieniak
- Diplocystis Berk. & M.A. Curtis 1869
- Endogonopsis R. Heim 1966
- Tremellogaster E. Fisch. 1924

Nazwy polskie według W. Wojewody z 2003 r.